# NICEGUY人
NICEGUY人（ナイスガイじん）は、在日外国人の3人組ヒップホップグループである。

## 概要・来歴
1998年、DAVE（EIKAIWA DAVE）を中心にミクスチャーバンドをTWO BALL LOOを日本で結成。メルダックに所属していた。2002年、2BLにバンド名を変更しビクターエンタテインメントに移籍。2BLがヒップホップグループとして活動する場合のグループ名としてNICEGUY人として活動していた。
アニメ『こちら葛飾区亀有公園前派出所』のエンディングテーマの「Hai,Irasshai」で知られる。
また、音楽シミュレーションゲーム『pop'n music 12 いろは』にアルバム『ALL-STARS』収録の「ONSEN SONG」のリミックスバージョンを提供した。

## メンバー
AFROPICS（J Cycles）
MC、DJ担当。
EIKAIWA DAVE（DAVE）
MC担当。アメリカ出身。
NOVIGO（Jim Rintoul）
MC担当。イギリス出身。
スズキから販売されている乗用車『スズキ・ソリオ』のテレビコマーシャルにも出演。

## 作品

### シングル
- Hai, Irasshai （はい、いらっしゃい） （2003年7月23日）
  - フジテレビ系アニメ『こちら葛飾区亀有公園前派出所』エンディングテーマ

### アルバム
- ALL-STARS （2004年11月10日）